# Georgia ai Giochi della XXX Olimpiade
La Georgia ha partecipato alle Giochi della XXX Olimpiade di Londra, svoltisi dal 27 luglio al 12 agosto 2012, con una delegazione di 35 atleti.

## Medagliere per discipline
| Sport  | Oro | Argento | Bronzo | Totale |
| ------ | --- | ------- | ------ | ------ |
| Judo   | 1   | 0       | 0      | 1      |
| Lotta  | 0   | 3       | 3      | 6      |
| Totale | 1   | 3       | 3      | 7      |

## Medaglie d'oro
| Medaglia | Nome                  | Sport | Evento         |
| -------- | --------------------- | ----- | -------------- |
| Oro      | Lasha Shavdatuashvili | Judo  | 66 kg maschile |

## Medaglie d'argento
| Medaglia | Nome                     | Sport | Evento                            |
| -------- | ------------------------ | ----- | --------------------------------- |
| Argento  | Revaz Lashkhi            | Lotta | Lotta greco-romana 60 kg maschile |
| Argento  | Vladimer Khinchegashvili | Lotta | Lotta libera 55 kg maschile       |
| Argento  | Davit Modzmanashvili     | Lotta | Lotta libera 120 kg maschile      |

## Medaglie di bronzo
| Medaglia | Nome               | Sport | Evento                            |
| -------- | ------------------ | ----- | --------------------------------- |
| Bronzo   | Manuchar Tskhadaia | Lotta | Lotta greco-romana 66 kg maschile |
| Bronzo   | Dato Marsagishvili | Lotta | Lotta libera 84 kg maschile       |
| Bronzo   | Giorgi Gogshelidze | Lotta | Lotta libera 96 kg maschile       |

## Atletica leggera
Maschile

Corse, gare
| Atleta         | Gara           | Batterie | Batterie | Quarti          | Quarti          | Semifinali      | Semifinali      | Finale          | Finale          |
| Atleta         | Gara           | Tempo    | Pos.     | Tempo           | Pos.            | Tempo           | Pos.            | Tempo           | Pos.            |
| -------------- | -------------- | -------- | -------- | --------------- | --------------- | --------------- | --------------- | --------------- | --------------- |
| David Ilariani | 110 m ostacoli | 13"90    | 8º       | Non qualificato | Non qualificato | Non qualificato | Non qualificato | Non qualificato | Non qualificato |
| Yohann Diniz   | 50 km marcia   |          |          |                 |                 |                 |                 | 4:05'20"        | 44º             |

Eventi concorsi
| Atleta               | Evento         | Qualificazioni | Qualificazioni | Finale          | Finale          |
| Atleta               | Evento         | Misura         | Posizione      | Misura          | Posizione       |
| -------------------- | -------------- | -------------- | -------------- | --------------- | --------------- |
| Boleslav Skhirtladze | Salto in lungo | 7,26           | 35º            | Non qualificato | Non qualificato |

Femminile
Eventi concorsi
| Atleta          | Evento         | Qualificazioni | Qualificazioni | Finale          | Finale          |
| Atleta          | Evento         | Misura         | Posizione      | Misura          | Posizione       |
| --------------- | -------------- | -------------- | -------------- | --------------- | --------------- |
| Maiko Gogoladze | Salto in lungo | Nessuna misura | -              | Non qualificata | Non qualificata |

## Ciclismo

### Ciclismo su strada
Maschile
| Atleta           | Evento                  | Tempo                 | Classifica            |
| ---------------- | ----------------------- | --------------------- | --------------------- |
| Giorgi Nadiradze | Corsa in linea maschile | Non conclude la prova | Non conclude la prova |

## Ginnastica

### Trampolino elastico
Femminile
| Atleta        | Evento      | Qualificazioni | Qualificazioni | Finale    | Finale     |
| Atleta        | Evento      | Punteggio      | Classifica     | Punteggio | Classifica |
| ------------- | ----------- | -------------- | -------------- | --------- | ---------- |
| Luba Golovina | Individuale | 101.470        | 6ª Q           | 52.925    | 7ª         |

## Judo
Maschile
| Atleta                 | Evento  | 32-esimi                   | 16-esimi                           | Ottavi                       | Quarti di finale          | Semifinali                    | 1º Turno ripescaggi  | 2º Turno ripescaggi  | Finale                       | Finale          |                 |
| Atleta                 | Evento  | Avversario Risultato       | Avversario Risultato               | Avversario Risultato         | Avversario Risultato      | Avversario Risultato          | Avversario Risultato | Avversario Risultato | Avversario Risultato         | Classifica      |                 |
| ---------------------- | ------- | -------------------------- | ---------------------------------- | ---------------------------- | ------------------------- | ----------------------------- | -------------------- | -------------------- | ---------------------------- | --------------- | --------------- |
| Betkili Shukvani       | −60 kg  |                            | Arnie Dickens V (0103–0000)        | Sofiane Milous P (0000–0103) | Non qualificato           | Non qualificato               | Non qualificato      | Non qualificato      | Non qualificato              | Non qualificato | Non qualificato |
| Lasha Shavdatuashvili  | −66 kg  |                            | Alejandro Zuñiga V (0101–0002)     | David Larose V (0100–0001)   | Colin Oates V (0100–0000) | Masashi Ebinuma V (0100–0000) |                      |                      | Miklós Ungvári V (0001–0000) |                 |                 |
| Nugzar Tatalashvili    | −73 kg  | Wang Ki-Chun P (0000–0001) | Non qualificato                    | Non qualificato              | Non qualificato           | Non qualificato               | Non qualificato      | Non qualificato      | Non qualificato              | Non qualificato |                 |
| Avtandil Tchrikishvili | −81 kg  |                            | Tomislav Marijanović V (0100–0001) | Travis Stevens P (0001–1001) | Non qualificato           | Non qualificato               | Non qualificato      | Non qualificato      | Non qualificato              | Non qualificato |                 |
| Romain Buffet          | −90 kg  |                            | Karolis Bauža V (0010–0100)        | Non qualificato              | Non qualificato           | Non qualificato               | Non qualificato      | Non qualificato      | Non qualificato              | Non qualificato |                 |
| Varlam Lip'art'eliani  | −90 kg  |                            | Dieudonne Dolassem V (0003–0101)   | Mark Anthony P (0020–0101)   | Non qualificato           | Non qualificato               | Non qualificato      | Non qualificato      | Non qualificato              | Non qualificato |                 |
| Levan Zhorzholiani     | −100 kg |                            | Daniel Brata V (0102–0013)         | Elmar Gasimov P (0011–0002)  | Non qualificato           | Non qualificato               | Non qualificato      | Non qualificato      | Non qualificato              | Non qualificato |                 |
| Adam Okruashvili       | +100 kg |                            | Andreas Tölzer P (0003–0201)       | Non qualificato              | Non qualificato           | Non qualificato               | Non qualificato      | Non qualificato      | Non qualificato              | Non qualificato |                 |

## Lotta

### Lotta libera
Maschile
| Atleta                   | Evento  | Qualificazione           | Ottavi                  | Quarti                 | Semifinale            | Ripescaggio Turno 1  | Ripescaggio Turno 2  | Finale                    | Classifica |
| Atleta                   | Evento  | Avversario Risultato     | Avversario Risultato    | Avversario Risultato   | Avversario Risultato  | Avversario Risultato | Avversario Risultato | Avversario Risultato      | Classifica |
| ------------------------ | ------- | ------------------------ | ----------------------- | ---------------------- | --------------------- | -------------------- | -------------------- | ------------------------- | ---------- |
| Vladimer Khinchegashvili | −55 kg  | Ibrahim Farag V 3-1      | Radoslav Velikov V 3-1  | Amit Kumar V 3-1       | Shinichi Yumoto V 3-1 |                      |                      | Djamal Otarsultanov P 1-3 |            |
| Malkhaz Zarkua           | −60 kg  |                          | Vasyl' Fedoryšyn V 3-0  | Coleman Scott P 0-5    | Non qualificato       | Non qualificato      | Non qualificato      | Non qualificato           | 9º         |
| Otar Tushishvili         | −66 kg  |                          | Ikhtiyor Navruzov P 1-3 | Non qualificato        | Non qualificato       | Non qualificato      | Non qualificato      | Non qualificato           | 12º        |
| Davit Khutsishvili       | −74 kg  | Pürevjavyn Önörbat V 3-1 | ugusto Midana V 3-1     | Denis Tsargush P 0-3   | Non qualificato       | Non qualificato      | Non qualificato      | Non qualificato           | 7º         |
| Dato Marsagishvili       | −84 kg  |                          | Uitumen Orgodol V 3-1   | Jaime Espinal P 1-3    | Non qualificato       |                      | Dick V 5-0           | Soslan Gattsiev V 3-1     |            |
| Giorgi Gogshelidze       | −96 kg  |                          | Saleh Emara V 5-0       | Nicolae Ceban V 3-0    | Jake Varner P 0-3     |                      |                      | Kurban Kurbanov V 3-1     |            |
| Vladimer Khinchegashvili | −120 kg |                          | Jesse Ruíz V 3-0        | Shabanbay Daulet V 3-0 | Biljal Machov V 3-1   |                      |                      | Artur Tajmazov P 0-3      |            |

### Lotta greco romana
Maschile
| Atleta              | Evento  | Qualificazione       | Ottavi                  | Quarti                   | Semifinale           | Ripescaggio Turno 1  | Ripescaggio Turno 2          | Finale                  | Classifica |
| Atleta              | Evento  | Avversario Risultato | Avversario Risultato    | Avversario Risultato     | Avversario Risultato | Avversario Risultato | Avversario Risultato         | Avversario Risultato    | Classifica |
| ------------------- | ------- | -------------------- | ----------------------- | ------------------------ | -------------------- | -------------------- | ---------------------------- | ----------------------- | ---------- |
| Revaz Lashkhi       | −60 kg  |                      | Sayed Abdelmoneim V 3-0 | Zaur Kuramagomedov V 3-0 | Hasan Aliyev V 3-1   |                      |                              | Omid Norouzi P 0-3      |            |
| Manuchar Tskhadaia  | −66 kg  |                      | Pascal Strebel V 3-0    | Ashraf El-Gharably V 3-0 | Tamás Lőrincz P 0-3  |                      |                              | Frank Stäbler V 3-0     |            |
| Zurabi Datunashvili | −74 kg  | Kim Jin-Hyeok V 3-0  | Ben Provisor V 3-0      | Emin Əhmədov P 1-3       | Non qualificato      | Non qualificato      | Non qualificato              | Non qualificato         | 7º         |
| Vladimer Gegeshidze | −84 kg  |                      | Saman Tahmasebi V 3-1   | Vasyl Rachyba V 3-1      | Alan Khugayev P 0-3  |                      |                              | Daniyal Gadzhiyev P 1-3 | 5º         |
| Soso Jabidze        | −96 kg  |                      | Elis Guri P 1-3         | Non qualificato          | Non qualificato      | Non qualificato      | Non qualificato              | Non qualificato         | 13º        |
| Vladimer Gegeshidze | −120 kg |                      | Andrés Ayub V 3-0       | Mijaín López P 0-3       | Non qualificato      |                      | Abdelrahman El-Trabely V 3-0 | Rıza Kayaalp P 0-3      | 5º         |

## Nuoto e sport acquatici

### Nuoto
Maschile
| Atleta           | Evento     | Batterie | Batterie   | Semifinali      | Semifinali      | Finale          | Finale          |
| Atleta           | Evento     | Tempo    | Classifica | Tempo           | Classifica      | Tempo           | Classifica      |
| ---------------- | ---------- | -------- | ---------- | --------------- | --------------- | --------------- | --------------- |
| Irakli Bolkvadze | 200 m rana | 2'15"86  | 28º        | Non qualificato | Non qualificato | Non qualificato | Non qualificato |

## Pugilato
Maschile
| Atleta         | Evento              | 16-esimi             | Ottavi               | Quarti               | Semifinali           | Finale               |                 |
| Atleta         | Evento              | Avversario Risultato | Avversario Risultato | Avversario Risultato | Avversario Risultato | Avversario Risultato |                 |
| -------------- | ------------------- | -------------------- | -------------------- | -------------------- | -------------------- | -------------------- | --------------- |
| Merab Turkadze | Pesi gallo (-56 kg) | Mohamed Ouadahi P WO | Non qualificato      | Non qualificato      | Non qualificato      | Non qualificato      | Non qualificato |

## Sollevamento pesi
Maschile
| Atleta            | Evento  | Strappo   | Strappo    | Slancio   | Slancio              | Totale | Classifica           |
| Atleta            | Evento  | Risultato | Classifica | Risultato | Classifica           | Totale | Classifica           |
| ----------------- | ------- | --------- | ---------- | --------- | -------------------- | ------ | -------------------- |
| Raul Tsirek'idze  | -85 kg  | 162 kg    | 10º        | 200 kg    | =2º                  | 362 kg | 9º                   |
| Gia Machavariani  | -105 kg | 185 kg    | 2º         | 220 kg    | Non finisce la prova | 185 kg | Non finisce la prova |
| Irakli Turmanidze | +105 kg | 201 kg    | 4º         | 232 kg    | 5º                   | 433 kg | 5º                   |

## Tennis
Femminile
| Atleta                                | Evento  | 64-esimi       | 64-esimi         | 32-esimi                          | 32-esimi              | 16-esimi        | 16-esimi        | Quarti di finale | Quarti di finale | Semifinali      | Semifinali      | Finale          | Finale          | Classifica      |
| Atleta                                | Evento  | Avver.         | Punt.            | Avver.                            | Punt.                 | Avver.          | Punt.           | Avver.           | Punt.            | Avver.          | Punt.           | Avver.          | Punt.           | Classifica      |
| ------------------------------------- | ------- | -------------- | ---------------- | --------------------------------- | --------------------- | --------------- | --------------- | ---------------- | ---------------- | --------------- | --------------- | --------------- | --------------- | --------------- |
| Anna Tatišvili                        | Singolo | Stephanie Vogt | V 2-0 (6-2, 6-0) | Nadia Petrova                     | P 1-2 (3-6, 7-6, 2-6) | Non qualificata | Non qualificata | Non qualificata  | Non qualificata  | Non qualificata | Non qualificata | Non qualificata | Non qualificata | Non qualificata |
| Margalita Chakhnašvili Anna Tatišvili | Doppio  |                |                  | Andreja Klepač Katarina Srebotnik | P 1-2 (6-7, 6-3, 2-6) | Non qualificate | Non qualificate | Non qualificate  | Non qualificate  | Non qualificate | Non qualificate | Non qualificate | Non qualificate | Non qualificate |

## Tiro con l'arco
Femminile
| Atleta          | Evento      | Round di qualificazione | Round di qualificazione | 64-esimi                      | 32-esimi             | 16-esimi             | Quarti di finale     | Semifinale           | Finale               | Finale          |
| Atleta          | Evento      | Punteggio               | Seed                    | Avversario Punteggio          | Avversario Punteggio | Avversario Punteggio | Avversario Punteggio | Avversario Punteggio | Avversario Punteggio | Classifica      |
| --------------- | ----------- | ----------------------- | ----------------------- | ----------------------------- | -------------------- | -------------------- | -------------------- | -------------------- | -------------------- | --------------- |
| Kristine Esebua | Individuale | 642                     | 34ª                     | Denisse van Lamoen (31) V 6-0 | Lee Sung-Jin P 2–6   | Non qualificata      | Non qualificata      | Non qualificata      | Non qualificata      | Non qualificata |

## Tiro a segno/volo
Femminile
| Atleta          | Evento                     | Qualificazione | Qualificazione | Finale          | Finale          |
| Atleta          | Evento                     | Punteggio      | Classifica     | Punteggio       | Classifica      |
| --------------- | -------------------------- | -------------- | -------------- | --------------- | --------------- |
| Nino Salukvadze | Pistola 10m aria compressa | 376            | 33ª            | Non qualificata | Non qualificata |
| Nino Salukvadze | Pistola 25m                | 581            | 15ª            | Non qualificata | Non qualificata |